# Service des Secours de la Croix-Rouge de Belgique
Le Service des Secours de la Croix-Rouge de Belgique, aussi désigné par le sigle SSCR, est le réseau national des unités de secouristes volontaires de la Croix-Rouge de Belgique.